# Georges Emile Barbier
Georges Emile Barbier (20 février 1844[réf. nécessaire] à L'Isle-sur-le-Doubs, en France - 17 décembre 1895 à Montaure, en France ) est un joueur d'échecs français, qui a remporté le championnat d'échecs d'Écosse.

## Biographie
Georges Emile Barbier exerce la profession de professeur de français. Dans le cadre de son travail, il s’installe au Royaume-Uni de Grande-Bretagne et d’Irlande, d’abord à Londres, puis à Glasgow. Il rejoint le club d’échecs de cette ville, et il est rapidement remarqué. Considéré comme l’un des meilleurs joueurs sur le territoire écossais, il participe au championnat national
.

## Palmarès
Georges Emile Barbier a remporté le championnat d'échecs d'Écosse à une reprise, lors de sa troisième édition, en 1886. Il est le troisième joueur à remporte ce titre, après John Crum et Daniel Yarnton Mills.